# Li Zhenzhu
Li Zhenzhu (chinesisch 李珍珠; * 13. Dezember 1985 in Bayan Nur) ist eine ehemalige chinesische Leichtathletin, die sich auf den Hindernislauf spezialisiert hat.

## Sportliche Laufbahn
Erste internationale Erfahrungen sammelte Li Zhenzhu im Jahr 2004, als sie bei den Juniorenweltmeisterschaften in Grosseto mit 4:28,53 min in der ersten Runde im 1500-Meter-Lauf ausschied. 2007 schied sie bei den Weltmeisterschaften in Osaka mit 10:00,55 min in der ersten Runde über 3000 m Hindernis aus und anschließend gewann sie bei den Hallenasienspielen in Macau in 4:25,96 min die Bronzemedaille über 1500 Meter hinter der Inderin Sinimole Paulose und Swetlana Lukaschewa aus Kasachstan. Im Jahr darauf nahm sie im Hindernislauf an den Olympischen Sommerspielen in Peking teil und kam dort mit 10:04,05 min nicht über den Vorlauf hinaus. 2009 belegte sie bei der Sommer-Universiade in Belgrad in 10:13,09 min den zehnten Platz und schied über 1500 Meter mit 4:26,09 min in der Vorrunde aus. Im Dezember siegte sie dann in 10:00,17 min bei den Ostasienspielen in Hongkong. Im Jahr darauf gelangte sie beim IAAF Continental Cup in Split mit 9:47,28 min auf Rang sieben und 2011 belegte sie bei der Sommer-Universiade in Shenzhen in 9:50,44 min den fünften Platz im Hindernislauf und wurde in 1:18:30 h Achte im Halbmarathon und gewann in der Halbmarathon-Teamwertung die Silbermedaille hinter dem japanischen Team. Im Jahr darauf klassierte sie sich  bei den Hallenasienmeisterschaften in Hangzhou in 9:07,62 min den siebten Platz im 3000-Meter-Lauf. Im Sommer nahm sie erneut im Hindernislauf an den Olympischen Sommerspielen in London teil und verpasste dort mit 9:34,29 min den Finaleinzug. 2013 verteidigte sie bei den Ostasienspielen in Tianjin in 9:53,17 min ihren Titel über 3000 m Hindernis und im Jahr darauf gewann sie bei den Asienspielen in Incheon in 9:35,23 min die Silbermedaille hinter der Bahrainerin Ruth Jebet. 2015 gewann sie bei den Asienmeisterschaften in Wuhan in 9:41,43 min die Silbermedaille hinter der Inderin Lalita Babar und beendete daraufhin ihre aktive sportliche Karriere im Alter von 30 Jahren.
2006 wurde Li chinesische Meisterin im 3000-Meter-Hindernislauf.

## Persönliche Bestleistungen
- 1500 Meter: 4:14,57 min, 21. Mai 2004 in Shijiazhuang
  - 1500 Meter (Halle): 4:18,76 min, 20. März 2007 in Peking
- 3000 Meter: 9:17,52 min, 12. April 2004 in Yichun
  - 3000 Meter (Halle): 9:07,62 min, 19. Februar 2012 in Hangzhou
- 5000 Meter: 15:49,54 min, 7. September 2013 in Shenyang
- Halbmarathon: 1:14:04 h, 9. März 2014 in Verbania
- 3000 m Hindernis: 9:32,35 min, 10. Juni 2007 in Suzhou